# Agathomyia laffooni
Agathomyia laffooni är en tvåvingeart som beskrevs av Kessel 1961. Agathomyia laffooni ingår i släktet Agathomyia och familjen svampflugor.
Artens utbredningsområde är Iowa. Inga underarter finns listade i Catalogue of Life.